# Уейн Шортър
Уейн Шортър (на английски: Wayne Shorter) е американски джаз музикант – саксофонист и композитор.
Джаз критикът Бен Ратлиф от Ню Йорк Таймс определя Шортър като „вероятно най-великия жив джаз композитор за малки състави и претендент за най-велик импровизатор“. Много негови композиции са се превърнали в джаз стандарти. Творбите му се радват на световно признание, критическа похвала и разнообразни отличия, включително десет награди Грами (първата е от 1979, а последната – 2013 г.). Получава одобрение, също така, за майсторското владеене на сопрано саксофона (след преориентирането от тенора в края на 60-те), като от 1970 г. насетне започва неговото царуване като победител в годишната анкета на Даун Бийт за този инструмент. Той печели анкетата на критиците 10 поредни години, както и тази на читателите за общо 18.
Шортър постига широка известност в края на 50-те като член и впоследствие главен композитор на Джаз Месинджърс на Арт Блейки. През 60-те, той се включва във Втория голям квинтет на Майлс Дейвис, и оттам съосновава джаз фюжън групата Уедър Рипорт. Записва над 20 албума като ръководител на бенд.

## Биография

### Младост
Шортър е роден в Нюарк, Ню Джърси, и учи в гимназията „Нюарк Артс“, която завършва през 1952 година. Обожава музиката, и е окуражен от баща си да свири на саксофон, когато е тийнейджър. Брат му Алън е тромпетист. Завършва Нюйоркския университет през 1956 г. и прекарва две години в армията, където свири за кратко с Хорас Силвър. След уволняването си, той свири с Мейнърд Фъргюсън. В младежките си години Шортър се сдобива с прякора „Господин отнесен“, което става заглавие на албум на Уедър Рипорт.
През 1959 г. се присъединява към групата на Арт Блейки. Остава с него 5 години и става музикален директор на състава.

### С Майлс Дейвис (1964 – 1970)
Когато напуска групата на Майлс Дейвис през 1960, Джон Колтрейн предлага на вече опразненото място да бъде нает Шортър. Той обаче не е на разположение по това време. Дейвис взема Сони Стит на тенора, последван от въртележка от Хенк Мобли, Джордж Колман и Сам Ривърс. През 1964 г. Дейвис убеждава Шортър да напусне Блейки и да отиде в неговия квинтет, заедно с Хърби Хенкок, Рон Картър и Тони Уилямс. Така нареченият Втори голям квинтет на Дейвис (кръстен така, за да избегне объркване с квинтета с Колтрейн), който включва Хенкок и Шортър, често е определян от различни музиканти и критици като една от най-влиятелните групи в историята на джаза. Той е автор на много композиции за Дейвис (като Prince Of Darkness, E.S.P., Footprints, Sanctuary, Nefertiti и други). В някои от албумите той отговаря за половината от композициите, по принцип хард боп снаряди с продължителни, космологични мелодии.
Хенкок казва за престоя на Шортър в групата: „За мен майсторът на авторските композиции в групата беше Уейн Шортър. Той все още е майстор. Уейн е един от малкото хора, които носят музика на Майлс, която той не променя.“ Дейвис казва: „Уейн е истински композитор. Той пише нотации, пише партиите за всеки точно така, както иска те да звучат ... Уейн също така привнесе любопитство при работата с музикалните правила. Ако те не работеха, той ги нарушаваше, но с чувство за музиката; той разбираше, че свободата в музиката е способността да познаваш правилата, за да ги пречупиш по начин, който ще съответства на твоето задоволство и вкус.“
Шортър остава с Дейвис след разпадането на квинтета през 1968, като той свири на рани джаз фюжън записи, включително In A Silent Way и Bitches Brew (и двата от 1969 година). Последните му концерти и студийни сесии с Дейвис са през 1970 година.
До 1968 г., той свири единствено на тенор саксофон. Последният албум, в който свири тенор за Дейвис е Filles De Kilimanjaro. През 1969 г. свири на сопрано саксофон в In A Silent Way (с Дейвис) и в собствения му Super Nova (записан с тогавашните сайдмени на Дейвис, Чък Кърия и Джон Маклафлин). На концертите с Дейвис, както и на записи от лятото на 1969 до ранната пролет на 1970, той свири както на сопрано, така и на тенор саксофон. С навлизането на 70-те, той предимно изпълнява музика на сопрано саксофон.

### Солова работа за Блу Ноут
По време на престоя си в квинтета на Дейвис, Шортър записва няколко албума Блу Ноут Рекърдс, в която представя почти напълно свои собствени композиции. Творческият състав включва няколко екипа, квартета и по-големи групи, включително добре познати лица като Фреди Хъбърд. Първият му албум за Блу Ноут (от общо 11, записани между 1964 и 1970) е Night Dreamer, записан в студиото на Руди Ван Гелдъл през 1964 г. с Лий Морган, Маккой Тайнър, Реджи Уъркмен и Елвин Джоунс.
JuJu и Speak No Evil са добре известни произведения от тази епоха. Композициите на Шортър в тези албуми се отличават с употребата на петтонови мелодии, хармонизирани с педален тон и усложнени хармонични взаимоотношения; структурирани сола, отразяващи мелодията, както и хармонията на композицията; както и дълги паузи като неделима част от музиката, за разлика от други, по-излиятелни изпълнители за времето си като Джон Колтрейн.
Албумът The All Seeing Eye е фрий джаз работа за по-голяма група, а Adam's Apple от 1966 г. връща Шортър към по-внимателно изграждащите се мелодии на квартета на Шортър. Това е последвано от секстет през 1967, записал Schizophrenia с Хенкок и Картър, заедно с тромбониста Къртис Фулър, алто саксофониста и флейтист Джеймс Сполдинг и барабаниста Джо Чембърс.
Шортър понякога е сайдмен (пак главно за Блу Ноут) за Доналд Бърд, Тайнър, Грекън Монкър Търд, Хъбърд, Морган и колегите си Хенкок и Уилямс.

### Уедър Рипорт (1973 – 2013)
Odyssey Of Iska е издаден през 1970 и Шортър сформира фюжън групата Уедър Рипорт с ветерана кийбордист на Дейвис, Джо Завинул. Другите първоначални членове на групата са контрабасистът Мирослав Витуш, перкусионистът Аирто Морейра и барабанистът Алфонс Музон. След напускането на Витуш през 1973, Шортър и Завинул ръководят заедно групата, докато тя не се разпада в края на 1985 година. Голям брой музиканти, които стават част от академията на Уедър Рипорт през годините (главно революционният Джако Пасториъс), имат принос за създаването на много висококачествени записи, които обхващат жанровете фънк, бибоп, латино джаз, народна музика и футуризъм.

#### Солови и странични проекти
Като ръководител на бенд, Шортър записва положително приети от критиката албуми, сред които се откроява Native Dancer (1974), в който свирят Хенкок и бразилският композитор и вокал Милтън Насимиенто.
В края на 70-те и началото на 80-те той изнася концерти с квинтета В.С.О.П. Тази група възражда квинтета от 60-те на Дейвис, с разликата, че Хъбърд поема тромпетните партии. Шортър се появява със същите бивши колеги от времето при Дейвис на двойната плоча на Карлос Сантана The Swing Of Delight, за която композира няколко парчета.
Между 1977 и 2002 година той се включва в десет студийни албума на Джони Мичъл, което му служи като трамплин за по-големи аудитории. Той свири продължително соло в заглавната песен от албума на Стили Ден, Aja (1977).

### Последни изяви
След като напуска Уедър Рипорт, Шортър продължава да записва и да ръководи групи, изпълняващи джаз фюжън. През 1988 излиза на турне с Карлос Сантана, който се появява на This Is This!, последният диск на Уедър Рипорт. Издава видеозапис на концерта в Джаз фестивала в Лугано през 1987, където Джим Биърд е на кийборда, Карл Джеймс на контрабаса, Тери Лин Керингтън на барабаните и Мерилин Мазур на перкусиите. През 1989 г. участва в рок хит, като изпълнява саксофонно соло на песента на Дон Хенли The End Of The Innocence, и освен това продуцира албума Pilar от португалския певец и автор на песни Пилар Омем Де Мело. Освен това той има спорадични работни взаимовръзки с Хърби Хенкок, включващи трибют албум, записан скоро след смъртта на Дейвис, с Хенкок, Картър, Уилямс и Уолъс. Той продължава да участва в работите на Мичъл през 90-те. Отличителното звучене на Шортър може да се чуе на саундтрака за филма с Харисън Форд Беглецът, издаден през 1993 година.
През 1995 г. Шортър издава албума High Life, първият му солов продукт от 7 години. Освен това той дебютира като лидер за Върв Рекърдс. Шортър композира всички парчета за албума и е един от продуцентите му, заедно с контрабасиста Маркъс Милър. High Life печели награда Грами в категорията „Най-добър съвременен джаз албум“ през 1997 година.
Шортър работи с Хенкок отново през 1997, на приветствания албум 1+1. Песента Aung San Suu Kyi (носеща името на бурманския активист за демократичност) носи награда Грами на Хенкок и Шортър.
През 2009 година е обявен за един от хедлайнерите на Световния музикален фестивал Гнауа в Есауйра, Мароко. Неговият албум от 2013 г. Without A Net е първият за Блу Ноут Рекърдс след Odyssey of Iska.

#### Квартет
През 2000 г. Шортър сформира първата си постоянна акустична група като лидер, квартет с пианиста Данило Перес, контрабастиста Джон Патитучи и барабаниста Брайън Блейд. Те свирят неговите композиции, като много от тях са преработки на работи от 60-те. Издават три албума с концертни записи, Footprints Live! (2002), Beyond The Sound Barrier (2005) и Without A Net (2013). Квартетът се радва на голяма подкрепа от почитатели и критици, основно поради убедителността на тенор саксофона на Шортър. Биографичният труд Footprints: The Life And Work Of Wayne Shorter на журналистката Мишел Мърсър проучва професионалния път на музикантите, както и мислите и будистките убеждения на Шортър. Beyond The Sound Barrier печели награда Грами в категорията „Най-добър инструментален джаз албум“.
Албумът на Шортър от 2003 Alegria, първият му студиен албум от 10 години, получава награда Грами за най-добър инструментален джаз албум. В него той представя квартета си, както и редица други музиканти, включително пианистът Брад Мелдау, барабанистът Керингтън и бившият перкусионист на Уедър Рипорт, Алекс Акуня. Някои композиции на Шортър са напълно нови, други са преработки от периода му с Дейвис, и като цяло са съставени от сложни латино ритми, с които Шортър се специализира по време на работата си с Уедър Рипорт.

## Личен живот
Шортър се запознава с Терука (Ирен) Накагами през 1961 година. По-късно се женят и имат една дъщеря – Мияко. Някои от композициите му са защитени с авторски права под името Miyako Music. Шортър посвещава няколко парчета на дъщеря си: Miyako и Infant Eyes. Двойката се разделя през 1964 година.
Запознава се с Ана Мария Патрисио през 1964 и се женят през 1970. През 1985 г. дъщеря им Иска умира на 14-годишна възраст от мозъчен пристъп. Ана Мария и племенницата Далила са убити на 17 юни 1996 г., след като самолетът на полет 800 на Транс Уърлд Ерлайнс се разбива, преди да видят Шортър в Италия. Далила е дъщеря на сестрата на Ана Мария Шортър, чийто съпруг е джаз вокалистът Джон Люсиен. През 1999 г. Шортър се жени за Каролина Дос Сантос, близка приятелка на Ана Мария. Шортър практикува ничирен будизъм, член е на движението Сока Гакаи.